# Колумбійці

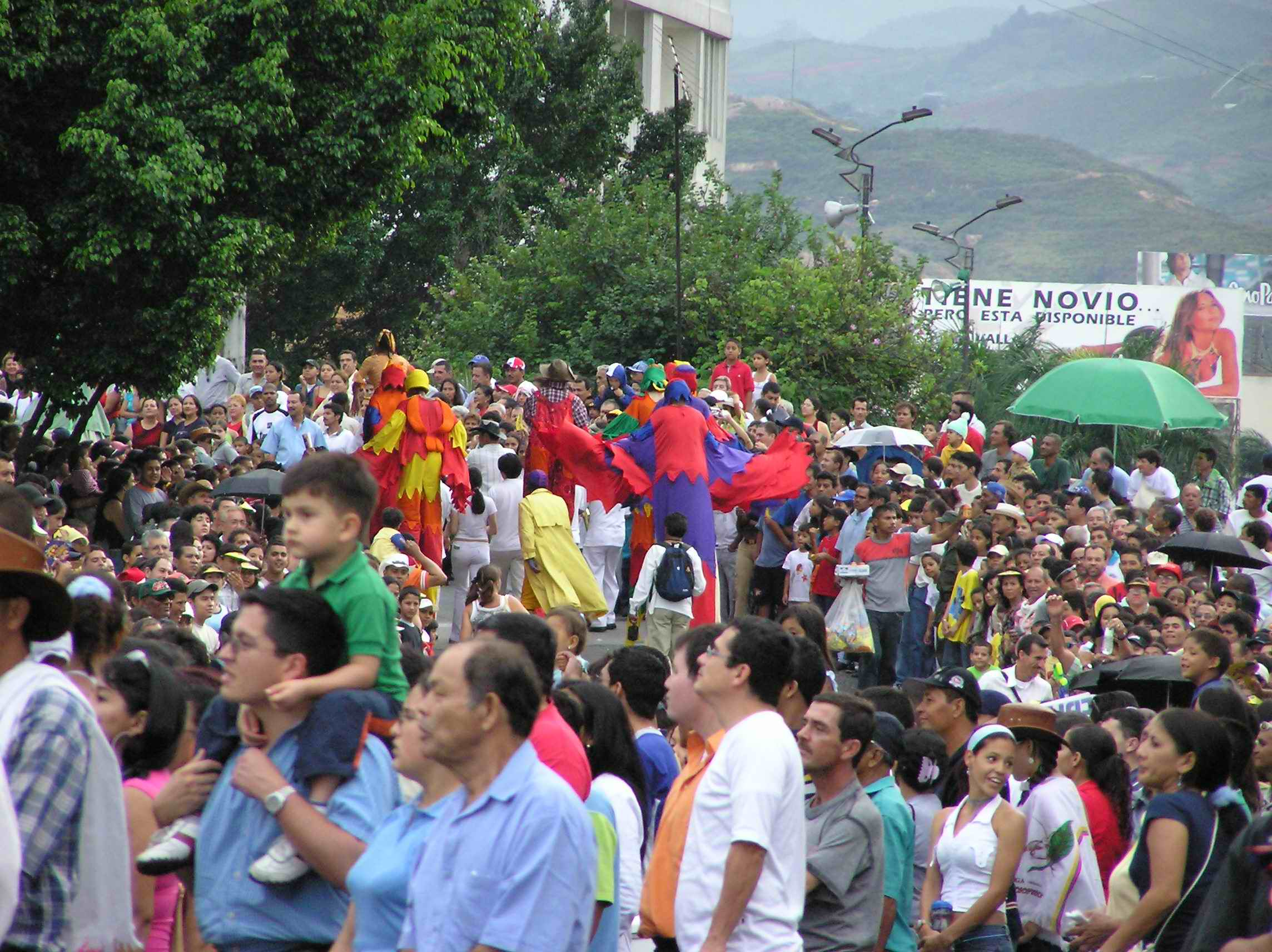
Колумбійці

Колумбійці (ісп. Colombianos) — народ у Південній Америці змішаного походження, основне населення Колумбії. Чисельність — 34,5 млн чол., з них — 32,5 млн чол. в Колумбії (1992). У Венесуелі колумбійців — 1,75 млн, живуть також у США та інших країнах. Панівна релігія — католицизм. Мова — місцевий варіант іспанської мови.